# アブ・サヤフ
アブ・サヤフ（アラビア語: جماعة أبو سياف、Jamāʿat Abū Sayyāf、タガログ語: Grupong Abu Sayyaf、 英語: Abu Sayyaf Group、 ASG）とは、フィリピンのイスラム主義組織。
単一の組織体ではなく複数のセルのネットワークであり、フィリピン南部のホロ島やバシラン島などのスールー諸島及びミンダナオ島のサンボアンガ半島などを拠点とする。フィリピン政府とアメリカ合衆国連邦政府によってテロ組織に指定されている。

## 設立
1991年にモロ民族解放戦線から分離してアブ・サヤフを設立したのはフィリピン人イスラム教徒のアブドラガク・ジャンジャラーニ（Abduragak Janjalani）である。ジャンジャラーニはシリアやサウジアラビアでイスラム神学を学び、その後、ソビエト連邦のアフガニスタン侵攻に対抗する為アフガンへ渡り、サウジアラビア人やアフガン人のムスリム組織「イスラム聖戦士」（ムジャーヒディーン）がパキスタン国境付近に作った7つの武装組織の内、アフガン人のアブドゥル・ラスル・サイヤフが指導する組織に参加した。ムジャーヒディーンには世界各国からイスラム教徒が参加し、フィリピン南部からも数多く志願していたが、彼もその一人であった。ジャンジャラーニはそこでウサーマ・ビン・ラーディンと会っている。

## 活動
ムジャーヒディーンはサウジアラビアの資金で運営され、CIAや軍統合情報局（ISI）が訓練を行っていたが、1989年にソ連軍が全面撤収し、冷戦が終わると、ムジャヒディーンにはその後続いた内戦に参加する者もいたが、ジャンジャラーニは故郷であるフィリピンのバシラン州へ帰り、ミンダナオ島周辺のイスラム社会をキリスト教徒（カトリック）中心のフィリピンから独立させることを目的に武装組織を結成した。モロ民族解放戦線（MNLF）からの過激な分派としてジャンジャラーニにはビン・ラーディンから設立資金が渡された、とされる。「アブ・サヤフ」はかつて共に戦ったアブドゥル・ラスル・サイヤフからとった名である。アブ・サヤフはアルカーイダのラムジ・ユセフなどから軍事援助を受けた。
アブ・サヤフはミンダナオ島でフィリピン警察や軍相手にゲリラ戦を行い、マレーシアやインドネシアでも活動を行うようになっていったが、1998年にジャンジャラーニはフィリピン警察との銃撃戦で殺害される。精神的指導者を失ったアブ・サヤフは二つに分裂し、イスラム社会の独立運動より強盗や身代金目的の誘拐を繰り返す犯罪集団となり、絶頂期には4000人いた構成員も2000年頃には100人以下にまで減った。多くはモロ・イスラム解放戦線（MILF）などに合流したと考えられる。
2014年頃からは、ISILの影響下に入り始めた。2017年5月にフィリピン軍と交戦状態となりアブ・サヤフ側に多数の死者が出たが、死者の中にマレーシア人、インドネシア人、シンガポール人など6人の外国人戦闘員が確認されている。

## 末期
2000年中頃からフィリピンの大都市でテロが頻発するようになり、首都マニラでも高架鉄道の車両が爆破された。2000年4月に、ボルネオ島近くのシパダン島で、外国人の観光客など20人を拉致する事件を起こした。もともと治安は良くなかったが、さらなる急激な治安悪化は社会不安を引き起こし、大統領ジョセフ・エストラーダは失脚した。これらのテロは当初、共産主義勢力が起こしたのではないかと言われたが、2001年1月に就任したグロリア・アロヨは、アメリカ同時多発テロ事件以降、一連のテロはアブ・サヤフらイスラム系過激派の仕業として、米軍を巻き込んでミンダナオ島などで掃討作戦を行った。100名以下（50名程とも言われる）までに勢力を落としていたアブ・サヤフは、この作戦でほとんど壊滅したと見られる。
2004年2月27日、マニラ湾コレヒドール島近海で旅客船スーパーフェリー14を爆破し、死者・行方不明者116名というフィリピン史上最悪のテロ事件を引き起こした。
2007年1月、フィリピン国軍は最高指導者であるカダフィ・ジャンジャラーニが死亡したと発表した。他の幹部も死亡しており、弱体化が予想される。後任の最高指導者には司令官の投票でシリアやリビアへの留学経験もあるイスラム教学者のヤセル・イガサンが選ばれた。東南アジアのテロ組織ジェマ・イスラミアとの強い関連が指摘されている。
2014年3月、セルの1つであるジュンド・アル・タウヒードがISILに忠誠を誓ったとされる。同年7月、最高幹部のイスニロン・ハピロンが、インターネット上のビデオでISILへの忠誠を表明した。
2014年9月に、ドイツ連邦政府に対してISILへの生来の決意作戦への支援中止や身代金の支払いを要求し、ドイツ人人質の殺害予告を行ったが、翌10月に人質は解放された。2015年9月にはサマール島のリゾートホテルをボートで襲撃し4名が誘拐された。この事件では日本人女性1名も襲撃を受け拘束されたが脱出した。この他にも、マレーシアサバ州を含む複数地域で、外国人誘拐事件が多発したことから、フィリピン軍は軍事作戦を開始。2016年4月にバシラン島で交戦した際に死亡したアブ・サヤフ戦闘員の中にモロッコ人が1名含まれていたことが確認された。同月、人質のカナダ人男性1名がバシラン島で殺害され、頭部がホロ島に投棄された
。
2016年11月、マレーシアサバ州沖をヨットで航海中だったドイツ人男性を誘拐し、妻を銃殺。2017年、誘拐したドイツ人男性に対して、身代金3,000万ペソ（約6,700万円）を要求。解放交渉は進まないままに要求期限となりアブ・サヤフはドイツ人を殺害、斬首場面の映像を公開した。ドイツ人男性の遺体は、同年3月3日にスールー州で発見された。

### マラウィ市内の交戦
2017年5月23日、フィリピン軍の治安部隊はアブ・サヤフの指導者、イスニロン・ハピロンを拘束するためにマラウィ市内のアジトを急襲したが失敗。アブ・サヤフ側はISILの黒い旗を持って市内を荒らし始め、事実上、交戦状態となった。軍は、上空から攻撃ヘリコプターによるロケット弾攻撃を加え、アブ・サヤフ側に大きなダメージを与えている。組織が弱体化していたこともあり、早期収拾も想定されていたがアブ・サヤフ側の戦闘員は、周辺諸国の外国人を含め数百人の規模となっており、住民を人間の盾として利用して抵抗。市街地戦を繰り広げた。
2017年6月9日の戦闘では、双方に多数の死傷者が出た。政府側の発表ではフィリピン軍海兵隊員が13人死亡、40人以上が負傷している。また、同日、在フィリピン・アメリカ大使館は、フィリピン政府の要請により、アメリカ合衆国の特殊部隊がフィリピン軍を支援していることを表明している。
2017年10月16日、デルフィン・ロレンザーナ国防大臣はミンダナオ島にある南ラナオ州マラウイにて「アブ・サヤフ」のリーダーイスニロン・ハピロンを「マウテ・グループ」のリーダーオマル・マウテとアブドゥラ・マウテと共に殺害したことを明らかにした。

### 2020年の投降
2016年に就任したロドリゴ・ドゥテルテ大統領は、時に法を無視した手段も講じて国内の非合法組織、犯罪組織の制圧を続けた。2020年11月から12月にかけてアブ・サヤフの幹部を含むメンバー39人が国軍など治安当局に対して複数の場所で次々と投降した。

### 2021年
3月下旬 - フィリピンの地域軍司令官コルレート・ビンルアン・ジュニア少将が長年にわたる身代金目的の誘拐で非難されていたアブ・サヤフの司令官アマジャン・サヒドフアンがフィリピン軍海兵隊との銃撃戦で死亡したと発表した。ビンルアン少将は、スールー諸島にはまだ約80人のアブ・サヤフの残党が残っていると述べた。
5月18日 - マレーシア警察はボルネオ島でアブ・サヤフのメンバー5人を銃撃戦の末、殺害したと発表した。

### 2024年
3月22日 - フィリピンの地域軍司令官ウィリアム・ゴンザレス中将は、残党はスールー州に14人、バシラン州に6人だけであり、アブ・サヤフが「完全に解体」されたと発表し、30年以上にわたるテロ活動に終止符を打った。しかし、同組織は依然として活動を続け、フィリピン治安部隊への攻撃を行っている。
4月24日 - アブ・サヤフの残党がバシラン州ハッジ・モハメッド・アジュルで警察官と短時間の銃撃戦を起こし、少なくとも1人の残党が死亡した。 
4月以降 - 同グループは継続的な軍事作戦の波を受けて活動を停止。バシラン州ではアブ・サヤフからの解放を宣言する準備として、指名手配ポスターが撤去された。
12月23日 - フィリピン軍情報部（ISAFP）の隊員3名がバシラン州で身元不明の武装集団による待ち伏せ攻撃を受け死亡した。
12月26日 - 前述の攻撃にもかかわらず、26日に最後の隊員8名が当局に投降したことで、バシラン州はアブ・サヤフから解放されたと宣言された。